# Полянки (Ліський повіт)
Полянки (пол. Polanki) — давнє село на межі етнічних українських територій Лемківщини і Бойківщини. Зараз знаходиться в ґміні Солині, Ліського повіту в Підкарпатському воєводстві.

## Історія
Поселення існувало в 1567 р. як шляхетська власність Балів на волоському праві. До 1772 р. село знаходилося в Сяноцькій землі Руського воєводства. 
У 1772-1918 рр. село було у складі Австро-Угорської монархії, у провінції Королівство Галичини та Володимирії. У 1887 році село нараховувало 40 будинків і 276 мешканців, з яких 245 греко-католиків (належали до парафії Терка Балигородського деканату Перемишльської єпархії), 17 римо-католиків і 14 юдеїв.
У 1919-1939 рр. село входило до Ліського повіту Львівського воєводства. На 01.01.1939 у селі було 440 жителів (425 українців-грекокатоликів, 10 українців-римокатоликів і 5 євреїв). Село належало до Ліського повіту Львівського воєводства. Греко-католики належали до парафії Терка Тіснянського деканату Перемишльської єпархії.
Після Другої світової війни польська влада здійснила етноцид щодо українців. У 1946 р. частина українців «добровільно» виїхала до СРСР. Решту в 1947 р. в ході операції Вісла депортовано на понімецькі землі Польщі і село було повністю знищене.

## Сучасність
- 3 будинки попри дорогу.
- Мурована каплиця 1896 р.